# Die Kunst zu lieben (1971)
Die Kunst zu lieben (Originaltitel: Carnal Knowledge) ist ein US-amerikanisches Filmdrama aus dem Jahr 1971 unter der Regie von Mike Nichols und dem Drehbuch von Jules Feiffer. In den Hauptrollen spielen Jack Nicholson, Art Garfunkel, Ann-Margret, Candice Bergen und Rita Moreno.

## Handlung
In den späten 1940er Jahren lernt Sandy, ein Student am Amherst College, bei einer Veranstaltung auf dem Campus eine Studentin namens Susan kennen, mit der er eine Beziehung beginnt. Obwohl beide die Gesellschaft des anderen genießen, zögert Susan, sich auf eine körperliche Beziehung einzulassen. Ohne es zu wissen, wird sie von Jonathan, Sandys aggressivem und frauenfeindlichem Mitbewohner, verfolgt. Jonathan versucht Susan zu überreden, nicht mit Sandy zu schlafen, aber nach einigen Verzögerungen schläft Susan doch mit ihm. Daraufhin trennen sich Susan und Jonathan.
Einige Jahre nach dem College ist Sandy mit Susan verheiratet, während Jonathan immer noch auf der Suche nach der „perfekten Frau“ ist. Jonathan beginnt eine Beziehung mit Bobbie, einer hübschen, aber oberflächlichen Frau, langweilt sich aber schließlich mit ihr. Auf Jonathans Drängen hin kündigt Bobbie ihren Job. Daraufhin wird sie depressiv und verbringt viele Stunden damit, nichts anderes zu tun, als in der Wohnung zu schlafen, die sie mit Jonathan teilt. Ihre Beziehung verschlechtert sich. Jonathan schimpft mit Bobbie, weil sie die Wohnung nicht aufräumt, während er den ganzen Tag arbeitet. Er sagt, er verstehe nicht, warum Trennungen immer mit „Gift“ enden müssen.
In Sandys Beziehung zu Susan läuft es nicht besser. Sandy ist mit dem körperlichen Teil ihrer Beziehung unzufrieden und gelangweilt, obwohl er und Susan „alles richtig machen“. Er erzählt, dass sie „geduldig miteinander sind“ und schließt mit der Bemerkung, dass Sex vielleicht nicht dazu da ist, „Spaß mit der Person zu haben, die man liebt“.
Sandy und Susan trennen sich. Sandy fängt eine Beziehung mit Cindy an. Sandy, Cindy, Jonathan und Bobbie treffen sich in Jonathans Wohnung, wo sich Sandy unter vier Augen bei Jonathan über sein Sexleben mit Cindy beschwert. Jonathan schlägt Sandy vor, die Partner zu tauschen, um „etwas Schwung in die Sache zu bringen“. Sandy geht ins Schlafzimmer, um Bobbie zu suchen. Cindy tanzt mit Jonathan und macht ihm Vorwürfe, weil er versucht hat, mit ihr zu schlafen, während Sandy in der Nähe ist, aber sie ist offen dafür, sich mit ihm allein zu treffen und sagt ihm, er solle zu einem geeigneteren Zeitpunkt wiederkommen. In der Zwischenzeit hat Bobbie, verärgert über einen früheren Streit mit Jonathan über ihren Heiratswunsch, einen Selbstmordversuch unternommen. Sie wird von Sandy gefunden, der im Krankenhaus anruft und sie auf die Intensivstation bringen lässt.
Jahre später zeigt Jonathan Sandy und Sandys 18-jähriger Freundin Jennifer eine Diashow mit dem Titel „Ballbusters on Parade“. Die Diashow besteht aus Bildern von Jonathans verschiedenen Liebschaften im Laufe seines Lebens. Ungeschickterweise überspringt er ein Dia von Susan, aber nicht bevor Sandy es bemerkt. Er zeigt auch ein Bild von Bobbie und sagt, dass sie geschieden sind, ein gemeinsames Kind haben und er Unterhalt für sie zahlt. Jennifer verlässt weinend das Zimmer.
Die Zeit vergeht. Jonathan hat Erfolg, aber er ist allein. Eine Prostituierte ist bei ihm und sie führen einen rituellen Dialog über die Beziehung zwischen Mann und Frau, der wie ein Drehbuch aussieht, das Jonathan geschrieben hat. Am Ende rezitiert die Prostituierte einen (ebenfalls von Jonathan geschriebenen) Monolog, in dem sie ihre Macht und „Perfektion“ preist, die offenbar die einzige Möglichkeit für Jonathan ist, eine Erektion zu bekommen.

## Produktion
Das Drehbuch wurde ursprünglich für das Theater geschrieben. Jules Feiffer schickte es an Mike Nichols, der der Meinung war, dass es als Film besser funktionieren würde. Das Drehbuch enthält zahlreiche Schimpfwörter, von denen einige vor dieser Zeit selten auf der Leinwand zu sehen waren. Feiffers Stück wurde schließlich 1988 in Pasadena, Kalifornien, und Dallas, Texas, uraufgeführt.
Das Budget von 5 Millionen Dollar wurde von Joseph E. Levine bereitgestellt, wovon 1 Million an Nichols ging. Gedreht wurde in New York City und in den Panorama Film Studios in Vancouver. Für Ann-Margret bedeutete der Film ein großes Comeback.

## Rechtliche Probleme
Der Moralwandel in der amerikanischen Gesellschaft der 1960er und 1970er Jahre und die allgemeine Bereitschaft der Öffentlichkeit, sexuelle Themen offen anzusprechen, standen manchmal im Widerspruch zu lokalen Normen. Ein Kino in Albany, Georgia, zeigte den Film; am 13. Januar 1972 durchsuchte die örtliche Polizei das Kino mit einem Durchsuchungsbefehl und beschlagnahmte den Film unter Berufung auf das örtliche Obszönitätsgesetz. Im März 1972 wurde der Kinobesitzer Jenkins wegen „Verbreitung obszönen Materials“ verurteilt. Die Directors Guild of America und die Motion Picture Association of America legten gegen das Urteil Berufung ein. Seine Verurteilung wurde vom Obersten Gerichtshof von Georgia bestätigt. Am 24. Juni 1974 entschied der Oberste Gerichtshof der Vereinigten Staaten, dass der Staat Georgia bei der Einstufung von Material als obszön im Hinblick auf seine frühere Entscheidung in Miller v. California, 413 U.S. 15 (1973) (der Miller-Standard) zu weit gegangen war, und hob die Verurteilung in Jenkins v. Georgia, 418 U.S. 153 (1974) auf. Das Gericht stellte außerdem fest, dass

„Unsere eigene Sichtung des Films hat uns davon überzeugt, dass ‚Die Kunst zu lieben‘ … kein sexuelles Verhalten in eindeutig anstößiger Weise darstellt. Nichts in dem Film fällt unter … Material, das verfassungsrechtlich als … ‚offensichtlich anstößig‘ eingestuft werden könnte … Obwohl es in dem Film im weitesten Sinne um Sex geht und es Szenen gibt, in denen sexuelle Handlungen, einschließlich ‚ultimativer sexueller Handlungen‘, stattfinden, konzentriert sich die Kamera in diesen Momenten nicht auf die Körper der Darsteller. Die Genitalien der Darsteller werden in diesen Szenen weder in obszöner noch in anderer Weise gezeigt. Gelegentlich gibt es Nacktszenen, aber Nacktheit allein reicht nicht aus, um das Material juristisch obszön zu machen... Die Vorführung des Films ‚Die Kunst zu lieben‘ durch den Beschwerdeführer ist einfach nicht die ‚öffentliche Zurschaustellung schwerwiegenden sexuellen Verhaltens um seiner selbst willen und um des kommerziellen Gewinns willen‘, von der wir gesagt haben, dass sie strafbar ist...“

Avco Embassy brachte den Film nach der Entscheidung des Obersten Gerichtshofs mit dem Slogan „Der Oberste Gerichtshof der Vereinigten Staaten hat entschieden, dass 'Die Kunst zu lieben' nicht obszön ist. Sehen Sie ihn jetzt“.
Nach dem Kinostart in Rom wurde der Film im Februar 1972 in Italien kurzzeitig wegen Obszönität verboten.

## Kritiken
Roger Ebert von der Chicago Sun-Times gab dem Film vier von vier Sternen und nannte ihn „eindeutig Mike Nichols' besten Film. Er will uns etwas über diese wenigen Charaktere und ihre sexuellen Kreuzigungen erzählen, und das gelingt ihm. Er setzt nicht auf billige oder oberflächliche Lacher, auf unpassende Symbolik oder ein falsches zeitgenössisches Gefühl... Nicholson, der vielleicht interessanteste neue Filmschauspieler seit James Dean, trägt den Film, und seine Szenen mit Ann-Margret sind meisterhaft gespielt.“
Vincent Canby von der New York Times äußerte sich ebenfalls positiv und nannte den Film „eine nahezu ideale Zusammenarbeit von Regie- und Drehbuch-Talenten„, der“nicht nur sehr lustig ist, sondern auf eine beiläufige Weise – wie etwas, das im Halbdunkel beobachtet wird – tiefgründiger als viel ambitioniertere Filme.“
Ernest Callenbach schrieb in Film Quarterly: „Eine solide und interessante Leistung – wie [Nichols'] Virginia Woolf. Es ist ein kalter und unbarmherziger Film, aber Künstler sind nicht verpflichtet, für das Rote Kreuz zu arbeiten. Sie dokumentieren Katastrophen, und es sind wir, die Zuschauer, die sie in unserem eigenen Leben aufräumen müssen.“
Gavin Millar vom Monthly Film Bulletin schrieb: „Obwohl er nicht das letzte Wort zu diesem Thema ist, ist er ein aufschlussreicher und unhysterischer Angriff auf männlichen Chauvinismus; und wenn das in Mode ist, ist es nicht unwillkommen.“
Charles Champlin von der Los Angeles Times war weniger begeistert und nannte den Film „den eiskaltesten, gnadenlosesten und abstoßendsten großen (und ernsthaftesten) Kinofilm seit sehr langer Zeit“. Champlin meinte, Nicholson habe „einige starke Momente“, aber sein Charakter sei „nie mehr als eine klinische Studie, obwohl die Studie keinen Hinweis darauf gibt, wie er so geworden ist“.
Arthur D. Murphy von Variety nannte den Film „eine eher oberflächliche und begrenzte Untersuchung amerikanischer männlicher sexueller Heuchelei“.
Gary Arnold von der Washington Post schrieb: „Ich hätte nichts gegen einen Nickel für jeden Zuschauer, der 'Carnal Knowledge' mit einem Gefühl des Betrugs und der Verzweiflung verlässt. Das Grundproblem des Films ist, dass er das künstlerische Äquivalent dessen ist, was er zu persiflieren und zu verabscheuen vorgibt: ein kalter, berechnender, gefühlloser Blick auf kalte, berechnende, gefühllose Beziehungen.“
Gene Siskel von der Chicago Tribune gab dem Film zweieinhalb von vier Sternen und nannte ihn „im Grunde eine einseitige Geschichte .... Die Charaktere ändern sich nicht, sie lernen nicht, sie wiederholen nicht einmal ihre Fehler auf eine sehr interessante Art und Weise.“
Pauline Kael vom The New Yorker schrieb: „Dieser Film sagt nicht nur, dass es solche Leute gibt, sondern auch, dass sie es sind – das heißt, dass dieser Film in seiner eigenen satirischen Form ein genaueres Bild von Männern und Frauen zeichnet als herkömmliche Filme. Das mag sein, aber der Film ist nicht überzeugend“.

## Auszeichnungen
| Jahr | Auszeichnung                 | Kategorie                            | Nominiert      | Resultat  | Ref.   |
| ---- | ---------------------------- | ------------------------------------ | -------------- | --------- | ------ |
| 1971 | Academy Award                | Beste Nebendarstellerin              | Ann-Margret    | Nominiert | [ 14 ] |
| 1971 | Golden Globe Awards          | Bester Hauptdarsteller – Drama       | Jack Nicholson | Nominiert | [ 14 ] |
| 1971 | Golden Globe Awards          | Bester Nebendarsteller               | Art Garfunkel  | Nominiert | [ 14 ] |
| 1971 | Golden Globe Awards          | Beste Nebendarstellerin              | Ann-Margret    | Gewonnen  | [ 14 ] |
| 1971 | New York Film Critics Circle | Beste Nebendarstellerin              | Ann-Margret    | Nominiert | [ 14 ] |
| 1971 | Writers Guild of America     | Best Written Comedy – Motion Picture | Jules Feiffer  | Nominiert | [ 14 ] |